# ユリアーン・アンドリーセン
ユリアーン・ヘンドリク・アンドリーセン（Jurriaan Hendrik Andriessen, 1925年11月15日 - 1996年8月23日）は、オランダの作曲家。

## 生涯
1925年ハールレム生まれ。父ヘンドリク、弟ルイ、伯父ウィレムらも著名な音楽家として知られる音楽一家に生まれた。
ユトレヒト音楽院で父に作曲を、ヴィレム・ファン・オッテルローに管弦楽指揮法を学んだ後、パリでオリヴィエ・メシアンに師事した。
1984年に交響曲『河』を作曲した。1996年にデン・ハーグで没した。